# 林家坪镇
林家坪镇，是中华人民共和国山西省吕梁市临县下辖的一个乡镇级行政单位。

## 行政区划
林家坪镇下辖以下地区：
林家坪村、苏家坡村、白草村、新民村、林家墕村、白家峁村、南圪垛村、兴旺山村、高家山村、薛家墕村、郝家塔村、滴水局村、张家墕村、光明村、杨家山村、马罗塔村、薛家圪台村、乔麦斜村、杏洼村、兴仁里村、庄上村、丰山村、寨峁上村、徐家墕村、麻墕村和南沟村。